# La Fontaine de Jouvence (Cranach)
Pour les articles homonymes, voir La Fontaine de Jouvence.
La Fontaine de Jouvence est une peinture à l'huile sur bois, mesurant 122,5 × 186,5 cm. Réalisée en 1546 par le peintre allemand Lucas Cranach l'Ancien, elle est conservée à la Gemäldegalerie de Berlin.

## Antécédents
Lucas Cranach l'Ancien (Kronach, 1472 - Weimar, 1553) s'est formé avec son père Hans. De 1500 à 1504, il a été actif à Vienne et a maintenu des contacts avec le cercle des humanistes de la ville. À partir de 1505 il a travaillé au palais de Wittenberg, où il a organisé un grand atelier de peinture. Influencé par l'art des pays alpins et par Albrecht Dürer, Cranach a développé un nouveau style pictural, mêlant la fusion du paysage avec la représentation de personnages. Grâce à cette conception, fondamentale pour l'évolution postérieure de la peinture dans le sud de l'Allemagne, il a été considéré comme le fondateur de l'École du Danube. Il a également été influencé par la peinture flamande, qu'il a connu pendant son voyage en Flandre en 1508.

## La fontaine de Jouvence
Ce thème combine l'immortalité avec l'éternelle jeunesse. Il a surgi à la suite de la croyance mystique dans la force purificatrice et revigorante de l'eau. Seules les femmes majeures, comme on le voit dans cette œuvre, ont la chance de pouvoir profiter de cette transformation. Elles s'introduisent dans la fontaine dominée par Vénus et Cupidon, et sortent de la source jeunes et belles. 
Cranach reprend des œuvres importantes comme par exemple, La crucifixion, Repos pendant la fuite en Égypte, Portrait d'une dame, Nymphe de la Source, Vierge à l'Enfant sous un pommier, Vénus, Adam et Eve, Le Jugement de Paris, etc.

## Postérité
Le tableau fait partie des « 105 œuvres décisives de la peinture occidentale » constituant le musée imaginaire de Michel Butor.
En avril 2016, la peinture La Fontaine de Jouvence a été sélectionnée comme une des dix plus grandes œuvres artistiques de l'Allemagne par le projet Europeana[source insuffisante].